# Дом Паисова
Дом Паисова — двухэтажный деревянный дом, расположенный в Колывани (Новосибирская область). Построен в 1900 году. Памятник архитектуры регионального значения.

## Описание
Первоначально зданием владел Владимир Ефимович Паисов, прасол и торговец скобяными и железными товарами. В начале 1920-х годов у него изъяли недвижимость, а в доме разместили детгородок.
Двухэтажное деревянное здание занимает квартальный угол и выходит на красные линии застройки Революционного проспекта и Московской улицы восточным и южным фасадами.
Здание представляет собой стоящий на кирпичном цоколе прямоугольный в плане сруб, облицованный горизонтально расположенными досками, калёванными под руст, и завершается четырёхскатной вальмовой крышей. Фриз с карнизом большого выноса подшит досками.
В северной части со стороны двора к зданию примыкает входной тамбур с ведущей на второй этаж деревянной одномаршевой лестницей.
Уличные фасады композиционно асимметричны.
Строго декорированные окна первого этажа с лучковым завершением и частично уцелевшими одностворчатыми ставнями меньше окон второго этажа, которые также имеют лучковое завершение и богатый декор: барочное по очертанию навершие наличников; карнизик из волют, разорванных сложно профильных элементов и стилизованной пальметты, размещённой в центре композиции между волютами; растительный орнамент, заполняющий поле лобовой доски; украшения фартука наличника с геометрическими мотивами, который имеет выпил по низу и филенчатое обрамление; вертикальные детали в виде пилястр с филёнками и токарными свесами
По периметру здание опоясано межэтажной тягой, а его углы покрыты лопатками, состоящими из ряда досок с присущими деревянному ампиру полукруглыми выпилами-фестонами.
По способу планировки зданию близок тип «связь крестовая». Две поперечные и одна продольная внутренние стены бревенчатого сруба в плане образуют шесть прямоугольных помещений.
Лестницы ограждены токарными балясинами. Стены с потолками внутри оштукатурены. Плахи пола с шириной до 45 см выкрашены масляной краской. Двери дома филенчатые. Уцелели фурнитура XIX—XX веков, а в некоторых местах и тяги, идущие по периметру потолка и на участках сочленения стен с потолком; кроме того, вокруг люстр сохранились розетки с концентрическими профилями.
Размер сруба в плане составляет 11,8 × 10,0 м.